# Pedro Fernández de Navarrete y Ayala
Pedro Fernández de Navarrete y Ayala (Navarrete, La Rioja, 1647 - íd., 10 de julio de 1711) fue un militar y almirante español.
Estudió en la Universidad de Valladolid, pero siguió la carrera militar alistándose en Mallorca con el grado de capitán en 1667. Participó en las campañas de Ceuta y de Alhucemas, y combatió contra una escuadra francesa en la isla de Sicilia logrando bloquear el puerto de Mesina en que la esperaban los rebeldes. En 1692 fue nombrado almirante general de la Armada de Flandes, y posteriormente (1692) de la Armada del Mar Océano; si bien por su carácter detallista, duro y de mal genio perdió en 1707 la confianza del rey Felipe V, éste le designó gobernador de Guipúzcoa.